# Kreuzberg (Wessobrunn)
Kreuzberg ist ein Gemeindeteil von Wessobrunn im oberbayerischen Landkreis Weilheim-Schongau.

## Geografie
Die Einöde Kreuzberg liegt circa einen Kilometer nordwestlich von Wessobrunn an der Staatsstraße 2057 am Westhang eines 755 m hohen Moränenhügels.

## Geschichte
Im Jahr 955 ermordeten einfallende Ungarn den Abt und Mönche des nahegelegenen Benediktinerklosters Wessobrunn. In der Kreuzbergkapelle befindet sich der sogenannte Hunnenstein, an dem die Mönche hingerichtet worden sein sollen. Ebenfalls befindet sich dort ein Deckengemälde, das an das Martyrium erinnert.
Später gehörte Kreuzberg zur geschlossenen Klosterhofmark Wessobrunn. Im Jahr 1761 werden fünf Anwesen erwähnt, vier Viertelhöfe und ein Achtelhof. Sämtliche Höfe waren dem Kloster Wessobrunn grundbar, die Hohe Gerichtsbarkeit lag beim Landgericht Landsberg.

## Sehenswürdigkeiten
- Kreuzbergkapelle von 1595, umgestaltet 1771

Siehe auch: Liste der Baudenkmäler in Kreuzberg